# Коромысло чешуйчатое
Коромысло чешуйчатое (лат. Aeshna caerulea) — вид стрекоз семейства коромысловых (Aeshnidae).

## Описание

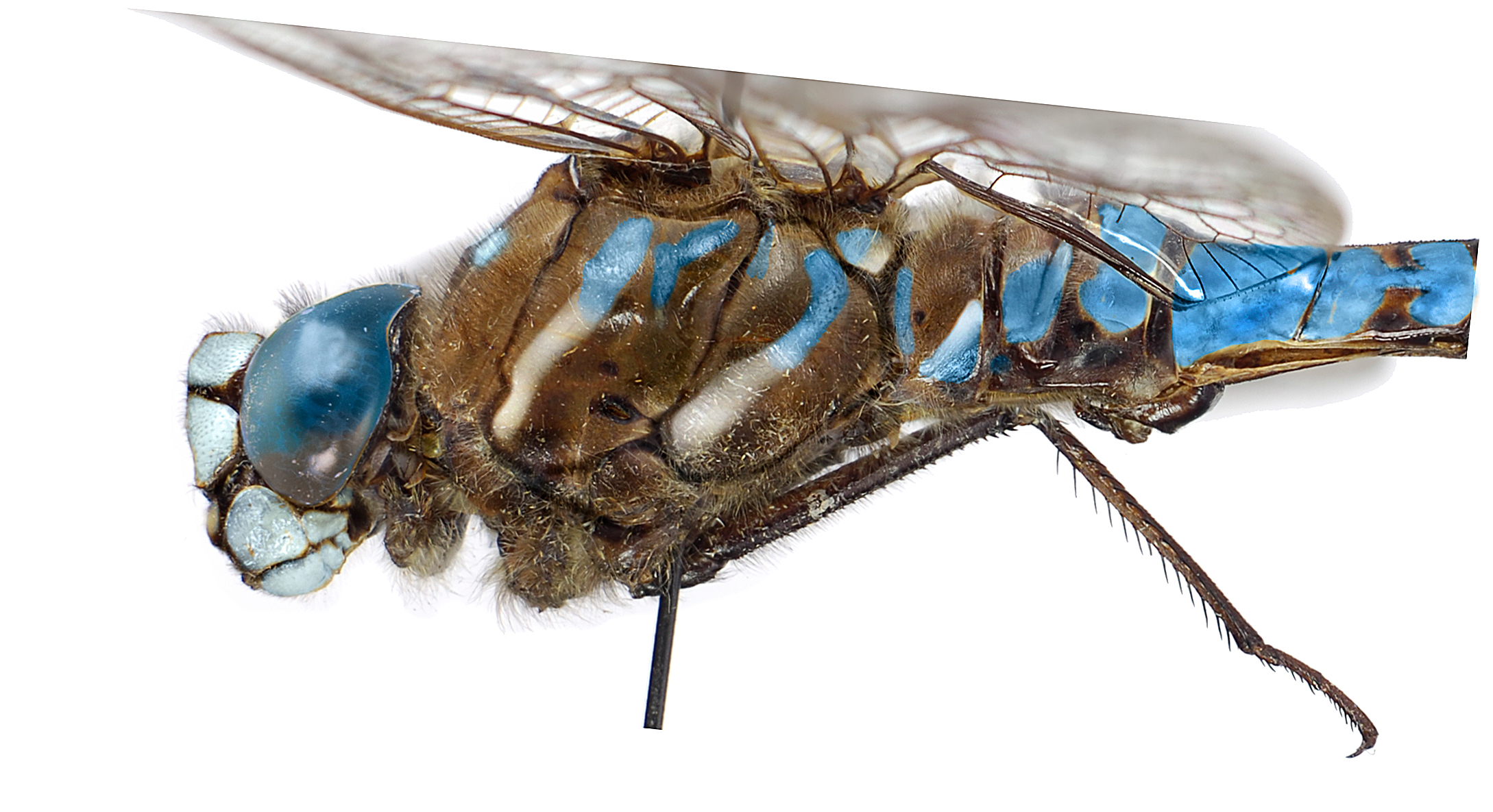
Самец, вид сбоку

Длина 54—64 мм, брюшко 42—48 мм, заднее крыло 37—41 мм. Глаза соприкасаются друг с другом вдоль короткой линии. Оба пола имеют голубые пятна на каждом брюшном сегменте, а на груди также есть лазурная маркировка. Пятна на брюшке самце ярче и заметнее, чем у самки. Самка также имеет коричневую цветовую форму. Тело пестрое, на лбу имеется полный Т-образный чёрный рисунок. Жилкование крыльев чёрного цвета. Уникальным для этого вида является то, что синий цвет самца бледнеет до более серого цвета при более низких температурах.

## Биология
Период лёта с конца мая по начало сентября.
Активен в солнечную погоду, а также греется на камнях или стволах деревьев. В пасмурную погоду они укрываются в низкой растительности. Встречается около болота, озёр, заводей рек. Сидящие стрекозы принимают вертикальную позу со свисающим вниз брюшком.

## Ареал

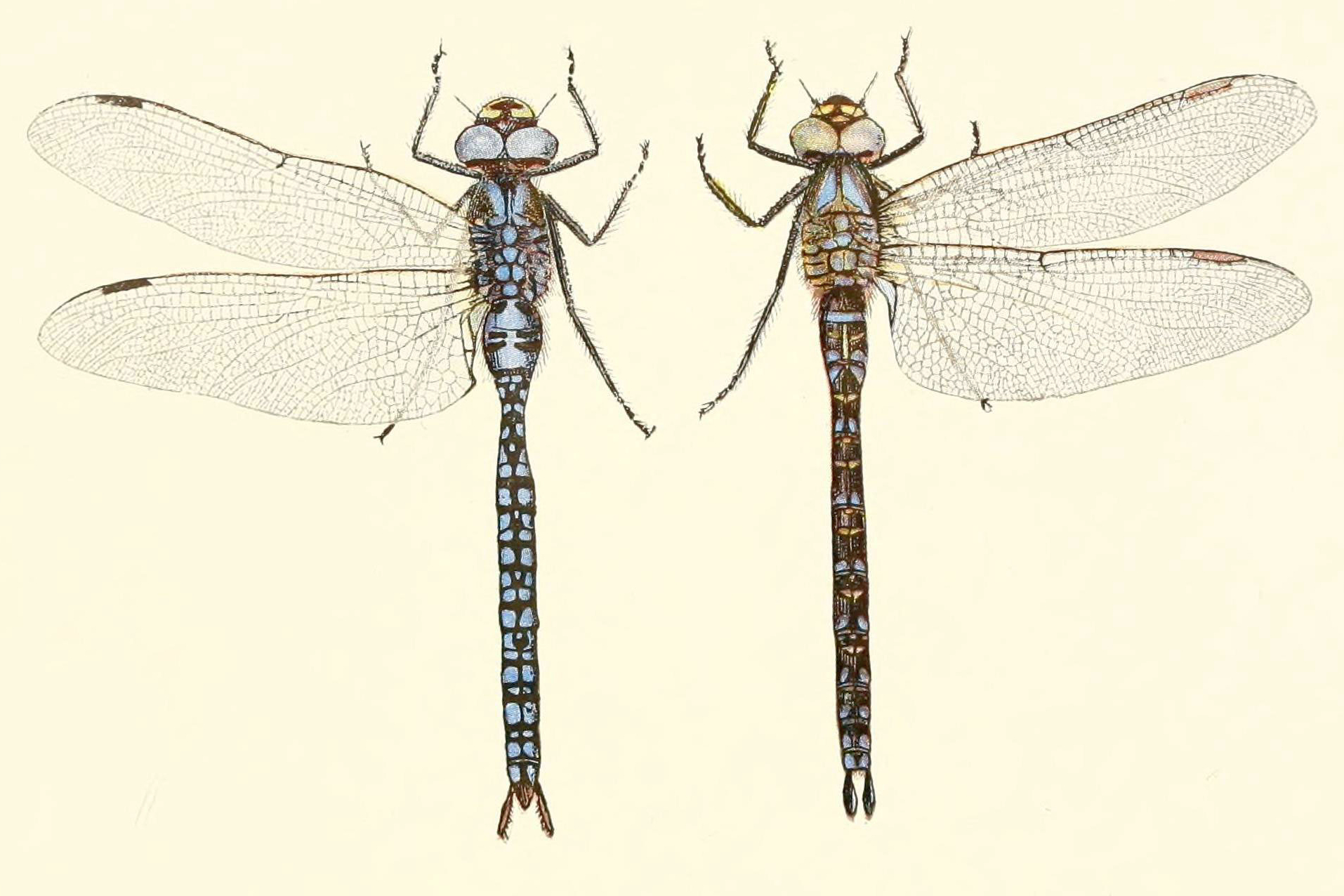
Слева самец, справа самка

Этот вид широко распространён на севере Евразии. В Великобритании Aeshna caerulea встречается только в Шотландии. Встречается в арктических и альпийских регионах, где размножается в тундровых водоёмах, озёрах, болотах и заводях рек.